# Ба-Льё
Ба-Льё (фр. Bas-Lieu) — коммуна во Франции, департамент Нор, регион О-де-Франс. Входит в состав кантона Фурми, округ Авен-сюр-Эльп. 
Население (2017) — 349 человек.

## География

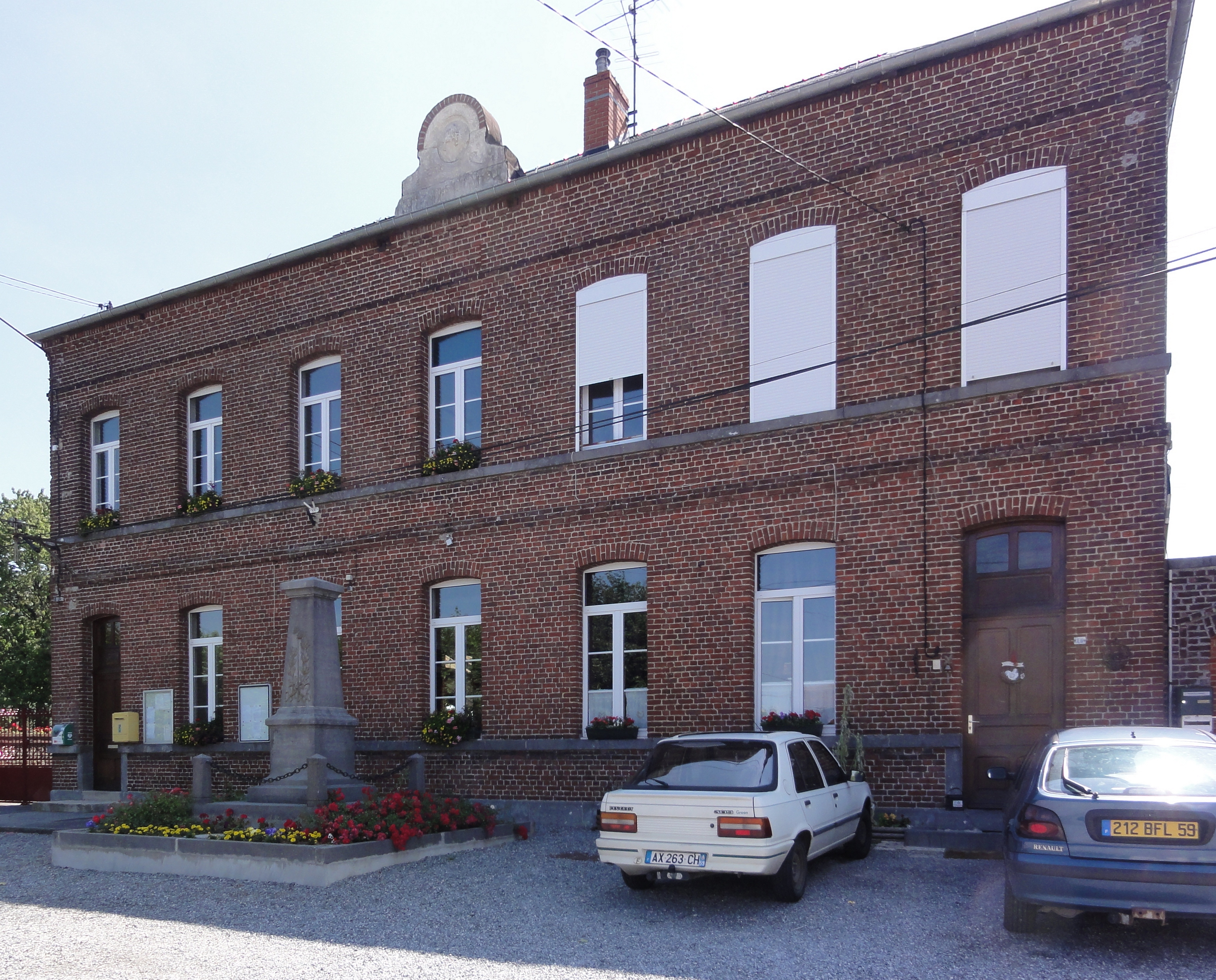
Мэрия Ба-Льё

Площадь коммуны составляет 7,62 км², из них 1,76 км² — пахотные земли, 4,23 км² — луга, 1,31 км² — лес, 0,01 км² — пустошь или болото, 0,06 км² — сады, 0,19 км² — дороги, 0,04 км² — застройка, 0,03 км² — реки и ручьи. В коммуне выращивается пшеница, овёс и полба, производится сыр. В Ба-Льё работают 3 производителя кирпича и пивоварня. Коммуна объединяет деревни Ла-Верт-Валле, Ле-Труа-Паве, Ла-Жонкиер, Ла-Маль-Ассис, Герсинье. Ба-Льё находится в Региональном природном парке Авенуа.

## История
Первое упоминание территории коммуны датируется 1200 годом — на ней был расположен посёлок Герциньи, записи о котором найдены в уставе Готье, лорда Авен.

## Население
Согласно переписи 2013 года население Ба-Льё составляло 347 человек (50,7 % мужчин и 49,3 % женщин). Население коммуны по возрастному диапазону распределилось следующим образом: 14,7 % — жители младше 14 лет, 16,4 % — между 15 и 29 годами, 19,6 % — от 30 до 44 лет, 21,0 % — от 45 до 59 лет и 28,2 % — в возрасте 60 лет и старше. Среди жителей старше 15 лет 45,4 % состояли в браке, 43,9 % — не состояли.
Среди населения старше 15 лет (269 человек) 31,2 % населения не имели образования или имели только начальное, 29,4 % — закончили полное среднее образование или среднее специальное образование, 15,2 % — окончили бакалавриат, 24,2 — получили более высокую степень.
В 2012 году из 230 человек трудоспособного возраста (от 15 до 64 лет) 166 были экономически активными, 64 — неактивными (показатель активности 72,2 %, в 2007 году — 72,0 %). Из 166 активных трудоспособных жителей работали 138 человек (77 мужчины и 61 женщина), 28 числились безработными. Среди 64 трудоспособных неактивных граждан 17 были учениками либо студентами, 30 — пенсионерами, а ещё 17 — были неактивны в силу других причин. В 2010 году средний доход в месяц на человека составлял 2249 €, в год — 26 988 €.
Динамика численности населения:
| 1793 | 1800 | 1821 | 1841 | 1861 | 1881 | 1901 | 1921 | 1931 | 1946 | 1954 | 1962 | 1975 | 1990 | 1999 | 2008 | 2014 | 2017 |
| ---- | ---- | ---- | ---- | ---- | ---- | ---- | ---- | ---- | ---- | ---- | ---- | ---- | ---- | ---- | ---- | ---- | ---- |
| 250  | 245  | 341  | 395  | 412  | 440  | 401  | 377  | 387  | 401  | 400  | 421  | 355  | 349  | 366  | 317  | 354  | 349  |